# Mark Thomson
Mark Thomson (nacido el 28 de abril de 1966) es un físico de partículas británico. Es profesor de Física de Partículas Experimental en el Laboratorio Cavendish de la Universidad de Cambridge y miembro del Emmanuel College de Cambridge. Desde enero de 2018 ha sido presidente ejecutivo del Consejo de Instalaciones Científicas y Tecnológicas, uno de los nueve consejos de Investigación e Innovación del Reino Unido. Thomson es delegado del Reino Unido en el Consejo del CERN, el Square Kilometre Array Observatory (SKAO) el Observatorio del Conjunto de Kilómetros Cuadrados (SKAO) y el European Spallation Source ERIC (ESS). Thomson ha sido seleccionado por el Consejo del CERN para ser el próximo director general del CERN a partir de 2026. 